# North-Star-Basalt
Der North-Star-Basalt ist die erste Formation der zur Warrawoona Group gehörenden Talga Talga Subgroup in Westaustralien (Pilbara-Kraton). Mit einem Alter von rund 3500 Millionen Jahren BP stammt die vorwiegend basaltische Formation aus dem Paläoarchaikum (ausgehendes Isuum).

## Vorkommen
Der North-Star-Basalt tritt in Grünsteingürteln (wie beispielsweise dem Marble-Bar-Grünsteingürtel und dem Coppin-Gap-Grünsteingürtel) des West Pilbara Terrane auf.

## Stratigraphie
Der Vulkanzyklus des rund 2000 Meter mächtigen North-Star-Basalt setzt mit ultramafischen, komatiitischen Basalten und serpentinitisierten Peridotiten ein. Darüber folgt die eigentliche Hauptmasse an tholeiitischen Basalten, die vereinzelt Kissenlava ausbilden und von zahlreichen Lagergängen aus Gabbro und Dolerit durchsetzt werden. Abgetrennt durch eine dünne Chertlage mit verkieselten Bändererzen erscheinen erneut Ultramafite. Es folgen Lagergänge von grünem Diorit, über die sich klastische Sedimente (Quarzsandsteine) legen. Die Formation schließt mit extrusiven Vulkaniten, die von einem mächtigen Chertband der konkordant folgenden McPhee-Formation abgedeckt werden.
Die sedimentäre Abfolge kann sowohl vom Muccan-Granitkomplex als auch vom Mount-Edgar-Granitkomplex intrudiert werden.
Bedingt durch das Aufdringen der Granitkomplexe wurden die Gesteine des North-Star-Basalt metamorphosiert, die physikalischen Bedingungen bewegten sich zwischen der Grünschiefer- bis hin zur unteren Amphibolitfazies. Demzufolge liegen die ursprünglichen Basalte meist als Amphibolite oder Amphibolitschiefer vor.

## Datierung
Van Koolwijk und Kollegen (2001) konnten mit Hilfe der Ar-Ar-Datierungsmethode an Hornblende einer ultramafischen, retromorphosierten Pyroxenitlinse ein Alter von 3490 ± 15 Millionen Jahre BP zuweisen.